# Hubert Hanghofer
Hubert Hanghofer, né le 4 mai 1951 à Freistadt et mort le 8 mars 2022 à Kremsmünster, est un designer et sculpteur autrichien.

## Biographie
Hubert Hanghofer va à un gymnasium de Linz puis étudie de 1977 à 1978 auprès de Laurids Ortner et de 1978 à 1981 auprès de Helmuth Gsöllpointner à l'université des beaux-arts et de design industriel de Linz. Il commence alors son travail sur les formes biomorphiques concrètes. Ce faisant, il réalise que la forme de la sculpture est créée par un champ de force dynamique, basé sur une structure mathématique-géométrique.

## Source de la traduction
- (de) Cet article est partiellement ou en totalité issu de l’article de Wikipédia en allemand intitulé « Hubert Hanghofer » (voir la liste des auteurs).